# Merneptá
Merneptá, Meremptá, foi o quarto faraó da XIX dinastia egípcia do Império Novo. O nome Merenptah significa "Amado de Ptah". Governou entre 1213 e 1203 a.C.

## História
Foi o 13° filho do faraó Ramessés II e de uma das suas esposas, a rainha Isitnefert. Tornou-se rei devido à morte prematura dos seus irmãos primogênitos, que deveriam suceder o pai; tinha já sessenta anos quando ascendeu ao trono.

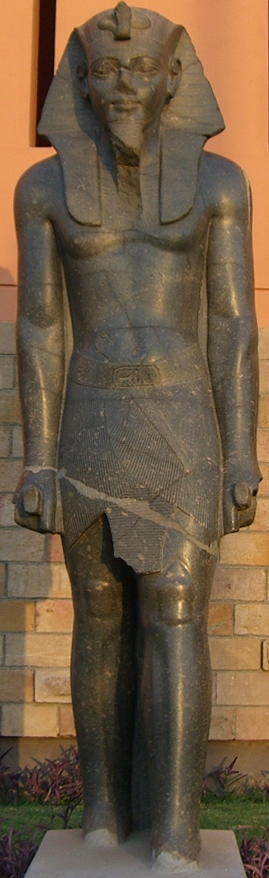
Estátua de Meremptá no Museu de Luxor.

No quinto ano do seu reinado os Povos do Mar, vindos da Anatólia, invadiram a Líbia. Este povo foi responsável por ali introduzir as armas de bronze; junto com os Líbios, os Povos do Mar pretendiam invadir o Egipto. Os Povos do Mar e os Líbios procuraram também incitar a revolta dos Líbios do Sul e dos Núbios contra a dominação do Egipto. Meremptá não só abortou esta revolta, como também derrotou os Líbios e os Povos do Mar numa batalha que ocorreu na região ocidental do Delta do Nilo. 
Num ato de generosidade, o faraó forneceu cereais aos Hititas (antigos inimigos do Egipto) durante uma período de fome motivado por mudanças climáticas na área do Mediterrâneo.
Realizou também campanhas militares na Palestina contra as cidades de Ascalão, Gezer e Yenoham, com o objectivo de manter a dominação egípcia sobre aquele território. Uma estela no seu templo funerário, que descreve as suas vitórias sobre os Líbios e as cidades da Palestina, faz referência ao nome "Israel", naquela que é a mais antiga menção não bíblica a este nome. Em parte por causa disto divulgou-se a ideia de que Merneptá seria o "faraó do Êxodo", mas nada sustenta esta teoria.
Uma vez que o seu reinado foi curto, Merneptá não teve possibilidade de levar a cabo um vasto programa de obras. No entanto, salienta-se as obras no templo de Ptah em Mênfis (onde também construiu um palácio), bem como o seu templo funerário em Tebas, construído por detrás dos Colossos de Memnon e recorrendo aos materiais do templo funerário de Amenófis III. 
Merneptá foi sepultado na tumba número 8 do Vale dos Reis (KV8), uma das maiores desta necrópole. A sua múmia não foi descoberta neste túmulo, mas no "esconderijo" do túmulo de Amenófis II.

## Titulatura
| G39 | N5 · Z1 |

| G39 | N5 · Z1 |

|                            |         |   |              |         |    |          |    |
| \| \| \| \| \| \| \| \| \| |         |   |              |         |    |          |    |
|                            |         |   |              |         |    |          |    |
| U7 · N35                   | Q3 · X1 | H | R4 · X1 · Q3 | D2 · Z1 | U4 | X1 · D36 | H6 |

| U7 · N35 | Q3 · X1 | H | R4 · X1 · Q3 | D2 · Z1 | U4 | X1 · D36 | H6 |

|                            |         |   |              |         |    |          |    |
| \| \| \| \| \| \| \| \| \| |         |   |              |         |    |          |    |
|                            |         |   |              |         |    |          |    |
| U7 · N35                   | Q3 · X1 | H | R4 · X1 · Q3 | D2 · Z1 | U4 | X1 · D36 | H6 |

| U7 · N35 | Q3 · X1 | H | R4 · X1 · Q3 | D2 · Z1 | U4 | X1 · D36 | H6 |

|                            |         |   |              |         |    |          |    |
| \| \| \| \| \| \| \| \| \| |         |   |              |         |    |          |    |
|                            |         |   |              |         |    |          |    |
| U7 · N35                   | Q3 · X1 | H | R4 · X1 · Q3 | D2 · Z1 | U4 | X1 · D36 | H6 |

| U7 · N35 | Q3 · X1 | H | R4 · X1 · Q3 | D2 · Z1 | U4 | X1 · D36 | H6 |

|                            |         |   |              |         |    |          |    |
| \| \| \| \| \| \| \| \| \| |         |   |              |         |    |          |    |
|                            |         |   |              |         |    |          |    |
| U7 · N35                   | Q3 · X1 | H | R4 · X1 · Q3 | D2 · Z1 | U4 | X1 · D36 | H6 |

| U7 · N35 | Q3 · X1 | H | R4 · X1 · Q3 | D2 · Z1 | U4 | X1 · D36 | H6 |

| M23 · X1 | L2 · X1 |

| M23 · X1 | L2 · X1 |

|             |           |           |
| \| \| \| \| |           |           |
|             |           |           |
| C2          | E11 · N35 | R8A · N36 |

| C2 | E11 · N35 | R8A · N36 |

|             |           |           |
| \| \| \| \| |           |           |
|             |           |           |
| C2          | E11 · N35 | R8A · N36 |

| C2 | E11 · N35 | R8A · N36 |

|             |           |           |
| \| \| \| \| |           |           |
|             |           |           |
| C2          | E11 · N35 | R8A · N36 |

| C2 | E11 · N35 | R8A · N36 |

|             |           |           |
| \| \| \| \| |           |           |
|             |           |           |
| C2          | E11 · N35 | R8A · N36 |

| C2 | E11 · N35 | R8A · N36 |